# Abatiá
Abatiá (aparținând Paraná) este un oraș în Brazilia.